# Александер Стадницький
Александер Стадницький (пол. Aleksander Stadnicki; 27 лютого 1806, Тшциниця поблизу Ясла — 19 грудня 1861, Львів) — польський історик, член Галицького станового сейму.
Батько — Антоній Вацлав Міхал Еґідіуш Франціщек Стадницький (1771, Опатів, Серадзьке воєводство — 1836) — зем'янин, історик, у 1783 році отримав австрійський графський титул. Мати — дружина батька Юзефа з Яблоновських Його молодший брат Казімеж Пйотр Геронім — історик, правник, не одружився. Не одружився, як і брат. Помер у Львові, похований на 51 полі Личаківського цвинтаря.